# Derek Phillips

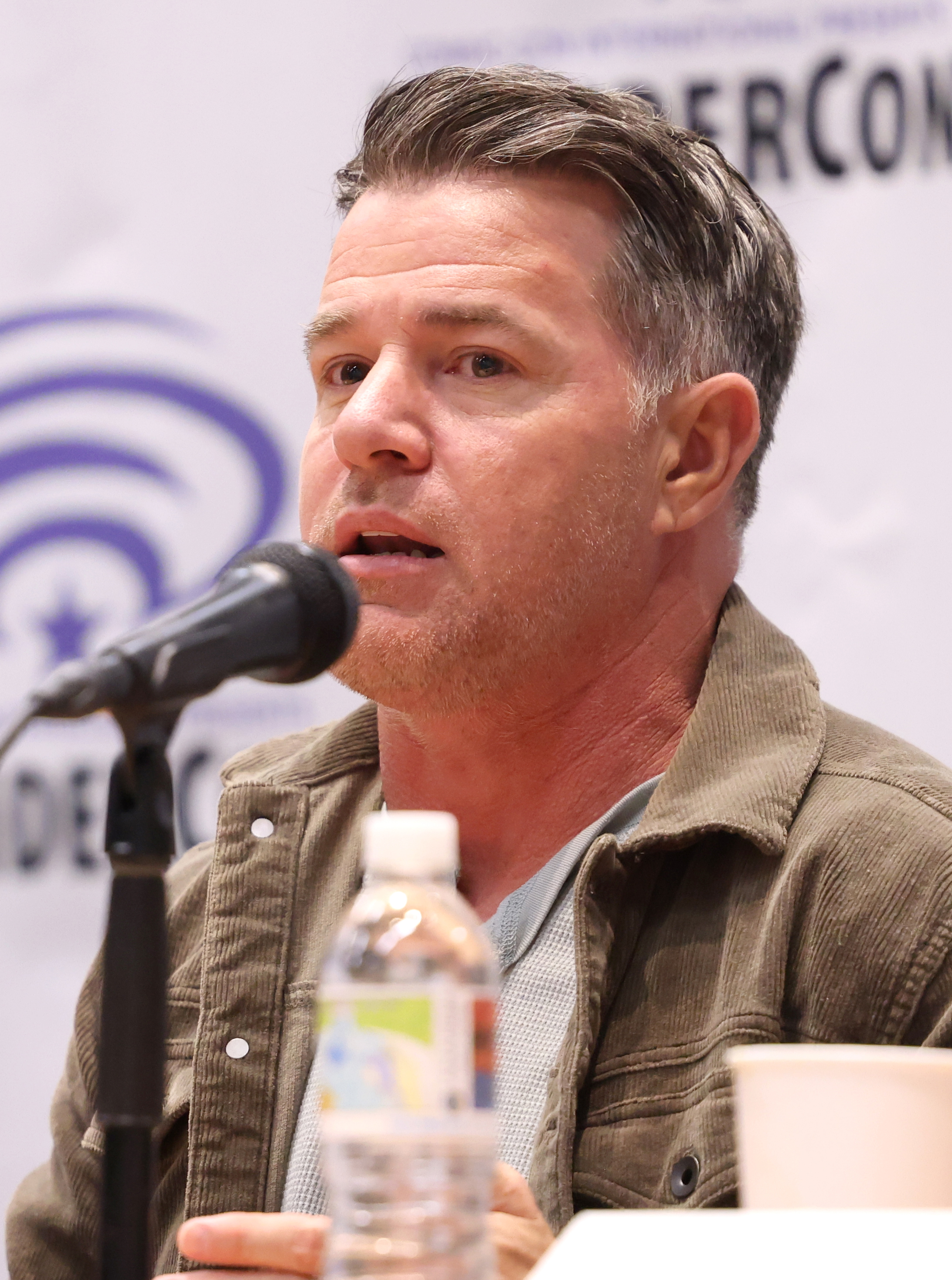
Derek Phillips (2025)

Derek Phillips (* 18. April 1976 in Miami, Florida) ist ein US-amerikanischer Schauspieler. Bekanntheit erlangte er vor allem durch die Rolle des Billy Riggins aus der Serie Friday Night Lights.

## Leben und Karriere
Derek Phillips stammt aus Miami, im US-Bundesstaat Florida. Nach der Schule besuchte er die Baylor University im texanischen Waco, die er mit einem Bachelor of Fine Arts in Schauspiel abschloss. Nach dem Abschluss zog er nach New York City und war anschließend neben ersten Fernsehrollen und auf verschiedenen Theaterbühnen zu sehen, etwa am Dallas Theater Center und am Capital Repertory Theatre in Albany.
Erstmals vor der Kamera war er im Jahr 2002 in zwei Episoden der Seifenoper Springfield Story zu sehen. Darauf folgten Gastauftritte in Prison Break, Grey’s Anatomy, Numbers – Die Logik des Verbrechens, The Closer, Medium – Nichts bleibt verborgen oder Private Practice. 2006 wurde er in der Rolle des Billy Riggins in der NBC-Serie Friday Night Lights besetzt, die er bis 2011 fünf Staffeln lang spielte. Es folgten weitere Serienauftritte in Castle, Body of Proof, Murder in the First und Reckless.
2012 war Phillips im Horrorfilm Inside – Deadly Prison in der Rolle des Grant Carter zu sehen. Ebenfalls 2013 spielte er Bobby Bragan in 42 – Die wahre Geschichte einer Sportlegende. Weitere Filmauftritte umfassen auch The Jogger, Ritual und Looking: The Movie.
Von 2013 bis 2017 spielte er als Travis Murphy eine Nebenrolle in der Serie Longmire. Weitere Gastrollen übernahm Phillips in Grimm, The Mentalist, Chicago P.D., Game of Silence, Scorpion, Marvel’s Agents of S.H.I.E.L.D., Scandal oder Criminal Minds. 2018 war er wiederkehrend in der dritten Staffel der Serie Shooter in der Rolle des Earl Swagger zu sehen.
Neben seiner Schauspieltätigkeit leiht Phillips auch regelmäßig Figuren aus Videospielen seine Stimme. Dazu zählen etwa Dishonored: Die Maske des Zorns, Aliens: Colonial Marines, The Last of Us, Murdered: Soul Suspect, Life Is Strange, Battlefield Hardline, Fallout 4 oder Rise of the Tomb Raider.

## Filmografie (Auswahl)
- 2002: Springfield Story (Guiding Light, Fernsehserie, 2 Episoden)
- 2006: Prison Break (Fernsehserie, Episode 2x08)
- 2006: Serum
- 2006–2011: Friday Night Lights (Fernsehserie, 60 Episoden)
- 2007: Grey’s Anatomy (Fernsehserie, 2 Episoden)
- 2008: Numbers – Die Logik des Verbrechens (Numb3rs, Fernsehserie, Episode 4x15)
- 2009: The Closer (Fernsehserie, Episode 5x07)
- 2010: Medium – Nichts bleibt verborgen (Medium, Fernsehserie, Episode 6x15)
- 2010: Trauma (Fernsehserie, Episode 1x11)
- 2010: Private Practice (Fernsehserie, 3 Episoden)
- 2011: Son of Morning
- 2011: Breakout Kings (Fernsehserie, Episode 1x04)
- 2011: Castle (Fernsehserie, Episode 3x22)
- 2011: Body of Proof (Fernsehserie, Episode 2x01)
- 2011: Betrayed at 17 (Fernsehfilm)
- 2012: Parenthood (Fernsehserie, Episode 3x18)
- 2012: Inside – Deadly Prison
- 2013: 42 – Die wahre Geschichte einer Sportlegende (42)
- 2013: The Jogger
- 2013: Ritual
- 2013–2017: Longmire (Fernsehserie, 3 Episoden)
- 2014: Murder in the First (Fernsehserie, Episode 1x02)
- 2014: Reckless (Fernsehserie, 2 Episoden)
- 2015: Grimm (Fernsehserie, Episode 4x11)
- 2015: The Mentalist (Fernsehserie, 2 Episoden)
- 2015: Chicago P.D. (Fernsehserie, Episode 3x02)
- 2015: Rosewood (Fernsehserie, Episode 1x05)
- 2015–2017: Marvel’s Agents of S.H.I.E.L.D. (Fernsehserie, 4 Episoden)
- 2016: Game of Silence (Fernsehserie, 3 Episoden)
- 2016: Retake
- 2016: Looking: The Movie (Fernsehfilm)
- 2017: Scorpion (Fernsehserie, Episode 3x14)
- 2017: Scandal (Fernsehserie, Episode 6x04)
- 2018: For the People (Fernsehserie, Episode 1x09)
- 2018: Shooter (Fernsehserie, 7 Episoden)
- 2018: Point Defiance
- 2018: Criminal Minds (Fernsehserie, Episode 14x04)
- 2018: S.W.A.T. (Fernsehserie, Episode 2x07)
- 2019: 9-1-1: Notruf L.A. (9-1-1, Fernsehserie, Episode 2x14)
- 2020: Blood of Zeus (Fernsehserie, 8 Episoden, Stimme)
- 2021: THEM (Fernsehserie, 4 Episoden)
- 2021: The Rookie (Fernsehserie, 2 Episoden)
- 2021: Call of Duty: Vanguard (Videospiel, Stimme)
- 2022: To Leslie
- 2023: Navy CIS: Hawaii
- 2024: Lake George